# Aimé Félix Tschiffely
Aimé Félix Tschiffely (* 7. Mai 1895 in Zofingen; † 5. Januar 1954 in London) war ein Schweizer Abenteurer, Schriftsteller und Lehrer. Durch seinen Ritt von Buenos Aires nach Washington, D.C. lenkte er das Interesse der Öffentlichkeit in Argentinien und den USA auf sich, 1933 gelangte er durch sein Buch Tschiffely’s Ride zu weltweiter Bekanntheit.

## Leben

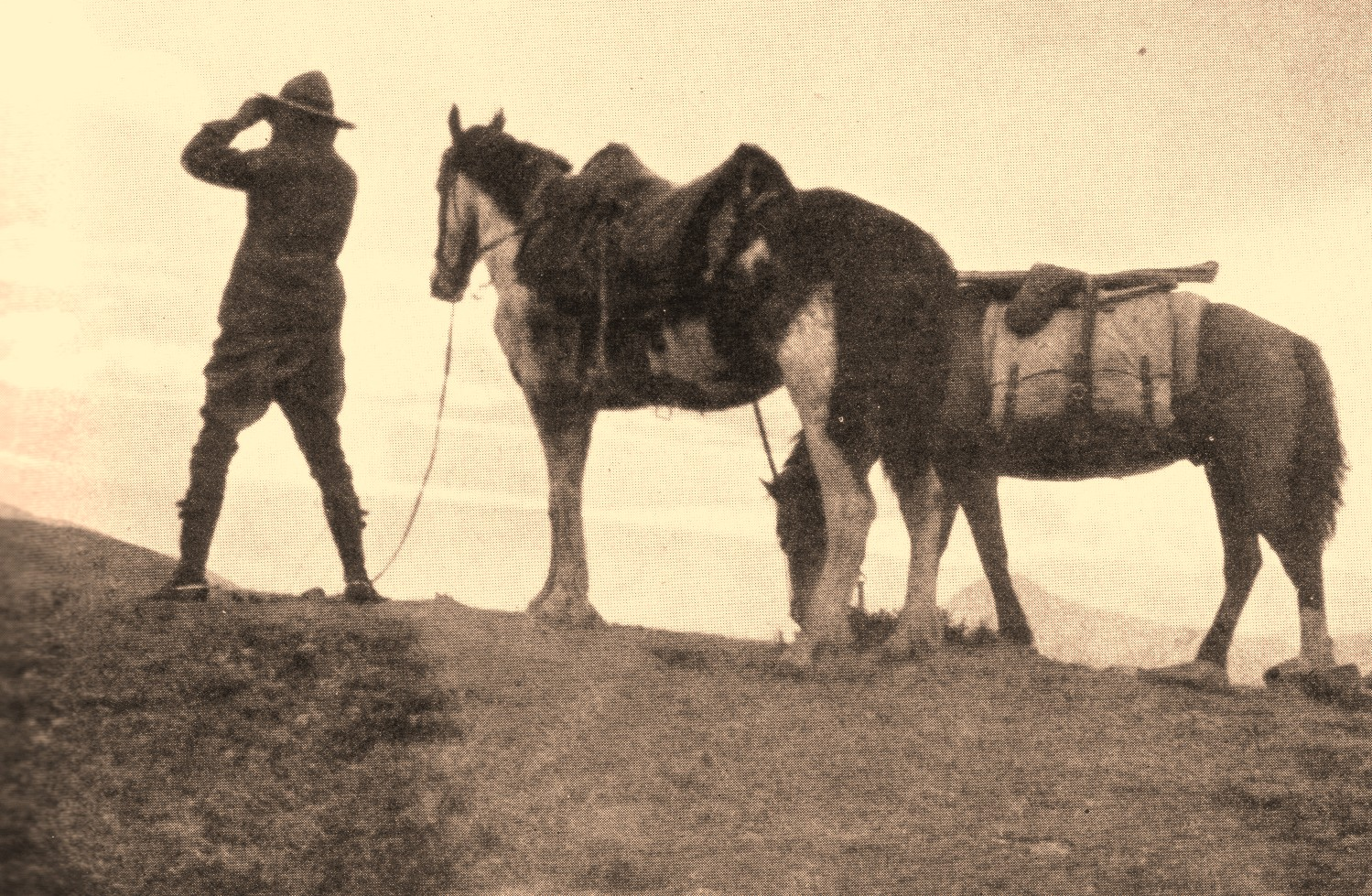
Auf dem Hochland von Peru (Januar 1926)

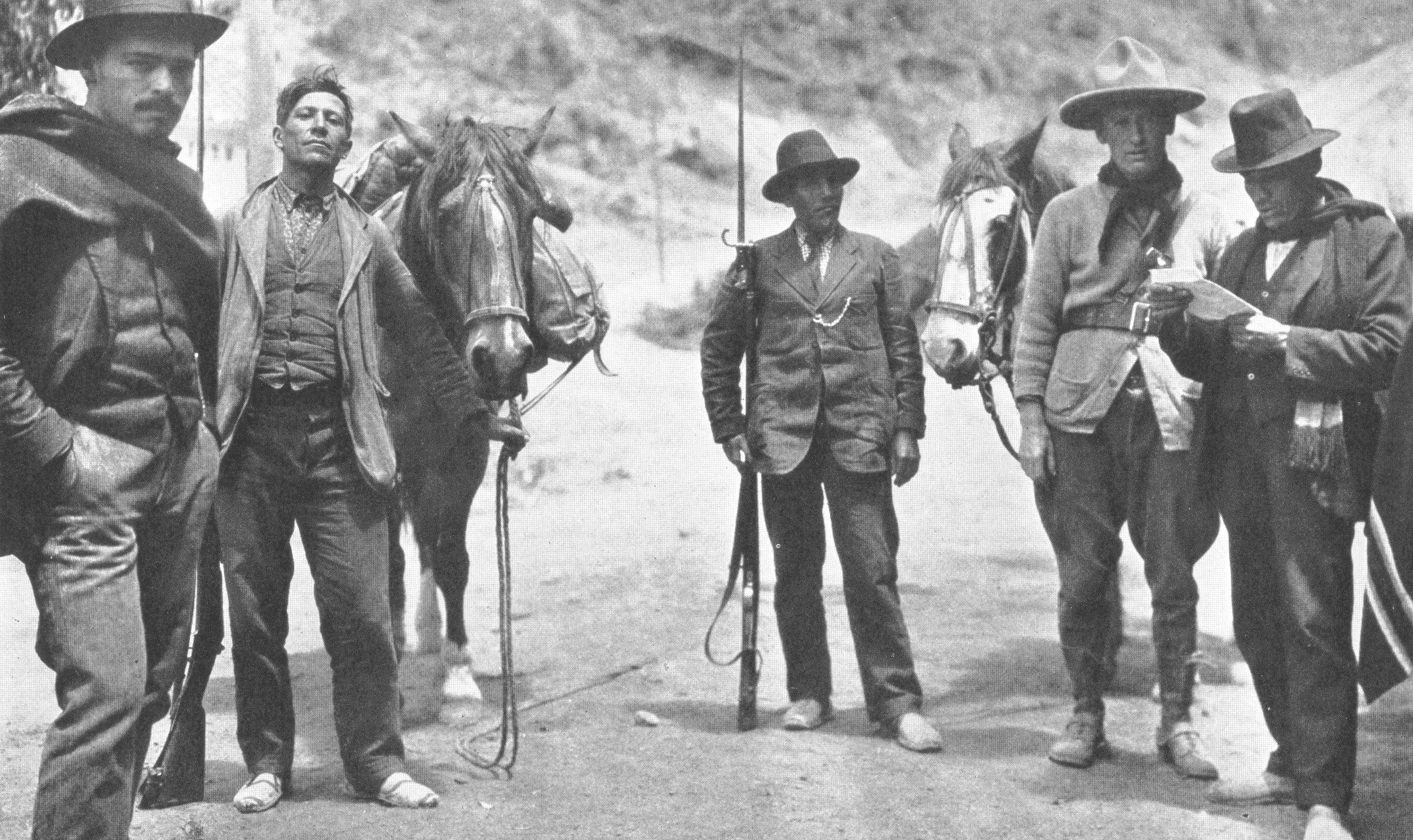
Tschiffely (2. v. r) auf der Brücke von Rumichaca an der Grenze Ecuador/Kolumbien (1926)

Tschiffely verliess als junger Mann seine Heimatstadt Zofingen und zog zuerst nach Bern. 1917 wanderte er nach Argentinien aus, wo sich schon sein Grossvater und sein älterer Bruder eine Existenz aufgebaut hatten. Dort arbeitete er als Englischlehrer am St. George’s College, Quilmes unweit Buenos Aires, später an der Buenos Aires English High School. In den Ferien erkundete er die umliegende Pampa und machte Bekanntschaft mit Viehzüchtern und Gauchos.
In Buenos Aires traf er den Veterinärprofessor Emilio Solanet, ein Pferdekenner und Begründer des Criollo-Zuchtbuches. Solanet machte Tschiffely mit dieser urtypischen argentinischen Pferderasse bekannt, deren Wurzeln auf die spanischen Pferde des Stadtgründers Pedro de Mendoza zurückreichen und deren Reinzucht in Zeiten der Motorisierung immer weniger Mehrwert zu haben schien. Tschiffely beschloss im Alter von 30 Jahren, angetrieben durch seine Abenteuerlust und fasziniert von Solanets Erzählungen über die Härte und Ausdauer dieser Pferde, der Rasse ein Monument zu setzen und einen Ritt von Argentinien bis in die Vereinigten Staaten von Amerika zu unternehmen.

### Von Buenos Aires nach Washington, D.C.
Am 23. April 1925 brach er mit den zwei Criollo-Pferden, Mancha (der Gefleckte) und Gato (die Katze), in Buenos Aires auf. Sein Ritt führte ihn über La Paz, Lima, Quito, Barranquilla, Panama, Puebla, Mexiko-Stadt, Monterrey, Dallas und St. Louis. Hier liess er Gato zurück und ritt mit Mancha alleine weiter; der Autoverkehr war ihm zu gefährlich geworden. Am 29. August 1928 erreichte er das ca. 16'000 Kilometer entfernte Washington, wo er seinen Ritt offiziell beendete und vom US-Präsidenten Calvin Coolidge empfangen wurde. Ursprünglich war New York sein Ziel gewesen, aber da er die Gesundheit der Pferde auf den damals schon stark befahrenen Strassen nicht aufs Spiel setzen wollte, verzichtete er auf die letzte Etappe.
New York besuchte er auf seinem Heimweg: Am 20. September 1928 ritt er über die Fifth Avenue in der Stadt ein und wurde vom Bürgermeister mit einer Medaille geehrt. Die Zeitschrift National Geographic widmete Tschiffely eine Ausgabe, und in Argentinien wurde er als Nationalheld angesehen. Mit dem Schiff reiste er anschliessend mit den Pferden nach Buenos Aires zurück; Gato war inzwischen nach New York gefahren worden.

### Spätere Reisen
Nach seiner Rückkehr nach London reiste er mehrere Male wieder nach Argentinien und suchte neue Abenteuer. Am 21. Dezember 1933 heiratete er in London die Sängerin Violeta Hume. 1938 umrundete er mit dem Auto die Spitze von Südamerika, 1939 tingelte er mit Pferd, Wagen und Hund durch Irland, musste aber wegen des Ausbruchs des Zweiten Weltkriegs umkehren. 1943 fuhr er für eine Vortragsreise nach Argentinien, wo er auch die Pferde Mancha und Gato besuchte. Ein paar Monate wollte er bleiben. Es wurden zweieinhalb Jahre daraus; seine Frau sah er erst nach Kriegsende wieder. Anfang der 1950er-Jahre fuhr er mit einem Motorrad vier Monate lang durch Spanien.
Tschiffely verstarb am 5. Januar 1954 in London an den Folgen einer Nierenoperation; begraben wurde er im Friedhof La Recoleta in Buenos Aires. Seit 1998 ruhen seine Gebeine auf der Estancia El Cardal – den ehemaligen Ländereien von Emilio Solanet – nahe Ayacucho in der Provinz Buenos Aires. In die Schweiz kehrte er nie mehr zurück.
Das Pferd Gato starb 1944 im Alter von 32 Jahren, Mancha wurde 37 Jahre alt und starb 1947. Beide Pferde wurden auf Emilio Solanets Ranch El Cardal begraben.